# جون مارسدن (كاتب)
جون مارسدن (بالإنجليزية: John Marsden)‏ (27 سبتمبر 1950 – 18 ديسمبر 2024)، هو كاتِب مُتخصِّص في أدب الأطفال، مدرس وروائي أسترالي. وُلد في ملبورن في أستراليا)، درس في جامعة سيدني.

## روابط خارجية
- جون مارسدن على موقع IMDb (الإنجليزية)
- جون مارسدن على موقع قاعدة بيانات الفيلم (الإنجليزية)